# Síndrome de Warkany
A síndrome de Warkany ou trissomia 8 é uma anomalia cromossômica, descoberta pelo pediatra austríaco-estadunidense Joseph Warkany.
A trissomia simples do 8 é, geralmente, fatal, levando o feto ao aborto espontâneo. Os indivíduos sobreviventes apresentam a trissomia na forma de mosaicismo.

## Características
A síndrome de Warkany se caracteriza pelo comprometimento do desenvolvimento das estruturas mentais, conformação facial relativamente comum entre os portadores, rótulas ausentes ou displásicas, contrações espasmódicas, sulcos nas plantas dos pés e nas palmas das mãos o que provoca a postura distintiva anormal do dedo do pé, anomalia vertebral, pélvis estreito, anomalias ureteral-renal, ou outras a
anomalias.